# Авне
Авне (фр. Avenay) насеље је и општина у северној Француској у региону Доња Нормандија, у департману Калвадос која припада префектури Кан.
По подацима из 2011. године у општини је живело 522 становника, а густина насељености је износила 92,88 становника/km². Општина се простире на површини од 5,62 km². Налази се на средњој надморској висини од 90 метара (максималној 120 m, а минималној 35 m).

## Демографија
| 1962. | 1968. | 1975. | 1982. | 1990. | 1999. | 2011. |
| ----- | ----- | ----- | ----- | ----- | ----- | ----- |
| 238   | 293   | 302   | 372   | 384   | 406   | 522   |

График промене броја становника у току последњих година